# Tamás Hajnal
Tamás Hajnal (ˈtɒmaːʃ ˈhɒjnɒl; nascut el 15 de març de 1981 en Esztergom, Hongria) és un futbolista hongarès que actualment juga de centrecampista en el FC Ingolstadt 04 alemany.